# Galium rzedowskii
Galium rzedowskii är en måreväxtart som beskrevs av Lauramay Tinsley Dempster. Galium rzedowskii ingår i släktet måror, och familjen måreväxter. Inga underarter finns listade i Catalogue of Life.